# 31376 Leobauersfeld
31376 Leobauersfeld è un asteroide della fascia principale. Scoperto nel 1998, presenta un'orbita caratterizzata da un semiasse maggiore pari a 2,2095233 au e da un'eccentricità di 0,1083880, inclinata di 8,94910° rispetto all'eclittica.
L'asteroide è dedicato allo studente tedesco Leonard Bauersfeld.